# Abruzzo
Abruzzo (također Abruzzi, što je starija zastarjela množina), regija je u središnjoj Italiji, dio bivše regije Abruzzi i Molise. Graniči s regijama Marke (na sjeverozapadu), Umbriom (na zapadu), Lacijem (na jugu), Molise (na JZ) te s Jadranskim morem na istoku.
Površina regije je 10,794 km², a u njoj živi oko 1,3 milijuna stanovnika.
Glavni grad je L'Aquila. Podijeljena je u četiri pokrajine: L'Aquila, Teramo, Chieti te Pescara, glavno gospodarsko središte regije.
Bogata je prirodnim ljepotama i poviješću, no masovni turizam je tek u začetku. Abruzzo obiluje dvorcima i srednjovjekovnim gradovima, posebice u blizini grada L'Aquile.
Veći gradovi su: Lettomanopello, L'Aquila, Pescara, Teramo, Silvi, Vasto, Avezzano, Giulianova, Sulmona, Chieti, Lanciano, Montesilvano, Francavilla al Mare, Roseto, Penne, Castel di Sangro
Manji gradovi su: Tortoreto, Alba Adriatica, Pescasseroli, Collelongo, Villavallelonga, Gissi, Rocca di Mezzo.
Skijaški tereni: Campo Felice (u planinama Gran Sasso), Ovindoli (pored planine Velino), Roccaraso (prvi u ovom dijelu Italije, pored Castel di Sangro)

## Poznati stanovnici
- Gaj Salustije Krisp
- Publije Ovidije Nazon
- Gabriele D'Annunzio
- Benedetto Croce
- Ennio Flaiano
- Ignazio Silone
- Sveti Gabrijel od Žalosne Gospe (zaštitnik Abruzza)[1]
- Rocco Siffredi

## Vanjske poveznice
- Vodič Abruzzom
- Službene mrežne stranice (tal.)
- Stranice NP Abruzzo
- Abruzzo na ItalianVisits.com